# Henckelia koerperi
Henckelia koerperi är en tvåhjärtbladig växtart som först beskrevs av Brian Laurence Burtt, och fick sitt nu gällande namn av A. Weber och Brian Laurence Burtt. Henckelia koerperi ingår i släktet Henckelia och familjen Gesneriaceae. Inga underarter finns listade i Catalogue of Life.